# Лазаренко, Александр Иванович
Александр Иванович Лазаренко (1922—2004) — советский деятель спецслужб, генерал-майор госбезопасности; Начальник разведки ВДВ (1959—1961). Командир ОРБО «Каскад» КГБ СССР (1980—1982).

## Биография
Родился в 1922 году в Приморском крае.
С 1940 года после окончания Омского пехотного училища служил в РККА. С 1941 года участник Великой Отечественной войны, командовал взводом, ротой и батальоном на Калининском фронте.
С 1942 года начальник разведки стрелковой дивизии.
С 1944 года после окончания Высшей специальной школы Генерального штаба РККА, сотрудник аппарата военного атташе при Посольстве СССР в Аргентине. С 1949 года начальник разведки 37-го воздушно-десантного корпуса. До 1959 года командир 217-го гвардейского парашютно-десантного полка. С 1959 года
начальник разведки Воздушно-десантных войск.
С 1961 года служил во внешней разведке — заместитель начальника Отдела «В» (саботаж и диверсия) ПГУ КГБ при СМ СССР. С 1968 года был одним из участников спецоперации по захвату руководства Чехословакии во время операции «Дунай». В 1970 году разрабатывал спецоперацию по убийству Бразинскасов, угнавших самолёт в Турцию. С 1976 года заместитель начальника 8-го отдела
(террор и диверсии) Управления «С» (нелегальная разведка) ПГУ КГБ СССР.
С 1980 года командир ОРБО «Каскад» КГБ СССР, руководитель спецопераций во время Афганской войны.
Умер в 2004 году в Москве  на 83-м году жизни.

## Награды

### Ордена
- Орден Красного Знамени
- Ордена Отечественной войны 1-й степени[4]
- Орден Красной Звезды
- Орден «Знак Почёта»

### Премии
- Государственная премия СССР (1979[5][6])

### Знаки отличия
- Почётный сотрудник госбезопасности